# Игор Горгондзола
«Игор Горгондзола» (Igor Gorgonzola) — итальянская женская волейбольная команда из Новары. Входит в структуру волейбольного клуба «AGIL Volley».

## Достижения
- Чемпион Италии 2017;
  - 6-кратный серебряный призёр чемпионата Италии — 2002, 2003, 2015, 2018, 2019, 2021;
  - бронзовый призёр чемпионата Италии 2022.
- двукратный обладатель Кубка Италии — 2015, 2018, 2019;
  - двукратный серебряный призёр Кубка Италии — 2021, 2022.
- обладатель Суперкубка Италии 2017.
- победитель Лиги чемпионов ЕКВ 2019.
- двукратный обладатель Кубка ЕКВ — 2003, 2025.
- обладатель Кубка вызова ЕКВ 2024.

## История
Волейбольный клуб «AGIL Volley» был образован в 1984 году в Трекате (провинция Новара). Аббревиатура AGIL складывается из начальных букв слов Аmicizia, Gioia, Impegno и Lealtà (дружба, радость, преданность, верность). Вплоть до 1995 года команда клуба играла в серии С чемпионата Италии, а затем дебютировала в серии В2 и сразу заняла в ней 2-е место, добившись повышения в классе. В серии В1 команда «АГИЛ Воллей» задержалась только на сезон и, став победителем в третьем по значимости дивизионе чемпионата страны, поднялась в серию А2. В сезоне 2000/2001 волейболистки из Трекате стали серебряными призёрами чемпионата Италии в серии А2 и вышли в число сильнейших волейбольных команд страны.
В 2001 году в преддверии дебюта в серии А1 клуб перебазировался в Новару. Основным спонсором стала телекоммуникационная компания «Асистел» («Asystel»), по которому стала называться команда. Чемпионат в высшем волейбольном дивизионе страны для новичков сложился удачно. На предварительной стадии команда «Асистел» заняла 3-е место, а затем дошла до финала розыгрыша, где уступила «Фоппапедретти» из Бергамо 1-3. В следующем сезоне (2002/2003) волейболистки Новары вновь добрались до финала чемпионата Италии, но опять уступили — на этот раз команде «Деспар-Сирио» из Перуджи 1-3. В марте 2003 Новара впервые участвует в розыгрыше Кубка ЕКВ и сразу же выигрывает почётный трофей, победив в финале четырёх (проводился в Перудже) сначала испанскую команду «Каха де Авила» 3:0, а затем в финале её соотечественниц из команды «Отель Кантур» (Лас-Пальмас) с тем же счётом.
В 2003 году команда перешла в структуру вновь образованного волейбольного клуба «Асистел Воллей» («Asystel Volley»), инициатором и президентом которого стал Антонио Казерта. Клуб «AGIL Volley» возвратился в Трекате и заявил команду для участия в серии С. В 2006—2012 команда выступала уже в серии В2, после чего, заняв в ней 1-е место, вышла в В1. В 2012 «Асистел» был расформирован и с целью сохранения волейбольных традиций в Новаре в этот город вновь вернулся клуб «AGIL Volley» и его команда была включена в серию А2 вместо прекратившей существование команды «Буснаго». В том же году генеральным спонсором клуба стала компания «Игор» (Igor), занимающаяся выпуском молочной продукции, а команда получила название «Игор Горгондзола», где вторая часть имени означает марку самого известного сыра, выпускаемого компанией. В сезоне 2012/2013 Новара первенствовала в серии А2 и после 10-летнего перерыва вернулась в А1.
В сезоне 2013/2014 «Игор Горгондзола» дошла до полуфинала чемпионата Италии, но уступила на этой стадии «Ребекки-Нордмекканике» из Пьяченцы 0-2. В 2014/2015 Новара в регулярном первенстве заняла 1-е место, затем уверенно вышла в финал чемпионата, но уступила в нём команде «Поми» (Казальмаджоре) 2-3. В том же сезоне «Игор Горгондзола» выиграла Кубок страны, победив в финале команду «Лю-Джо Воллей» из Модены 3:1. Этих успехов Новара добилась под руководством тренера Лючано Педуллы. Лидерами команды были лучшая волейболистка чемпионата мира 2014 американка Кимберли Хилл, её соотечественница А.Клайнмэн, хорватка К.Барун, М.Гуиджи, К.Кирикелла, Н.Синьориле, С.Сансонна. Кроме этого, «Игор Горгондзола» приняла участие в розыгрыше Кубка ЕКВ, но выбыла из турнира уже в первом раунде, дважды проиграв российскому краснодарскому «Динамо».
В 2015 году состав команды из Новары обновился наполовину. Полностью поменялись все легионеры. На смену двум американкам и хорватке пришли сербка Т.Малешевич, пуэрториканка А.Круз, хорватка С.Фабрис, полька М.Вавжиняк, американка Н.Фосетт. Из турецкого «Галатасарая» в Новару перешла нападающая сборной Италии Катерина Бозетти. Уже по ходу чемпионата вместо тренера Педуллы новым наставником был назначен М.Фенольо.
В сезоне 2015/2016 команда «Игор Горгондзола» дебютировала в Лиге чемпионов, но уже после предварительного раунда вынуждена была покинуть турнир, уступив две путёвки в плей-офф от своей группы турецкому «Вакыфбанку» и польскому «Атому-Трефлю». В чемпионате Италии на предварительной стадии «Игор Горгондзола» заняла 4-е место, а в четвертьфинале плей-офф проиграла команде «Лю-Джо Воллей» из Модены.
В межсезонье 2016 из прежнего состава в команде остались только 4 итальянские волейболистки. Новичками стали 9 спортсменок, из которых прежде всего стоит выделить трёх голландок — С.Плак, Л.Дейкему и Ю.Питерсен, а также опытных Ф.Пиччинини и хорватку К.Барун-Шушняр. На предварительном этапе чемпионата страны команда из Новары стала третьей, а в плей-офф на пути к финалу одолела «Савино» (Скандиччи) 2-1 и «Поми» (Казальмаджоре). В первом матче решающей серии «Игор Горгондзола» уступила «Лю-Джо Нордмекканике» из Модены 1:3, но затем одержала три победы подряд (3:0, 3:1, 3:0) и впервые в своей истории и истории города Новары стала обладателем чемпионского титула. Лучшей подающей и второй в списке общей результативности по итогам всего первенства стала хорватская нападающая «Игор Горгондзолы» Катарина Барун.
В сезоне 2017/2018 команда из Новары под руководством опытнейшего тренера Массимо Барболини выиграла Кубок и Суперкубок Италии, переиграв в решающих матчах этих турниров «Имоко Воллей» из Конельяно. А вот в чемпионате страны «Игор Горгондзола», выиграв регулярное первенство и уверенно дойдя до финала, уступила в решающей серии всё той же команде из Конельяно 1-3.
Сезон 2018—2019 был ознаменован противостоянием двух итальянских команд — «Игор Горгондзола» и «Имоко Воллей» — в финалах всех четырёх официальных турниров, в которых они принимали участие — чемпионате, Кубке и Суперкубке Италии и Лиге чемпионов ЕКВ. В двух из этих соревнований (Кубке Италии и Лиге чемпионов) победу одержали волейболистки из Новары, в финальной серии чемпионата страны и финале Кубка сильнее была команда из Конельяно.     

## Волейбольный клуб «AGIL Volley»
- Президент — Джованна Сапорити.
- Вице-президент — Моника Лоро.
- Генеральный и спортивный директор — Энрико Маркиони.

## Арена
Домашние матчи команда проводит во Дворце спорта «PalaIgor Gorgonzola», расположенном в восточной части Новары. Вместимость — 5000 зрителей. До октября 2015 года носил название «PalaTerdoppio». Открыт в 2007 году. До 2012 служил домашней ареной для другой женской волейбольной команды из Новары — «Асистел». В марте 2009 года принимал финал четырёх Кубка ЕКВ среди женщин.
Дворец является частью городского спортивного комплекса «l’Impianto Sportivo Comunale del Terdoppio», который включает в себя также плавательный бассейн.

## Сезон 2024–2025

### Переходы
Пришли: Ф.Виллани («Савино Дель Бене»), Л.Альсмайер, М.Исикава, А.Маццаро (все — «Иль Бизонте Фиренце»), Т.Мимс («Нептун де Нант», Франция), М.Алексич («Мегабокс Валлефолья»), Т.Толок («Локомотив», Россия), Ф.Скуачини («Имоко Воллей»).
Ушли: К.Бозетти, К.Кирикелла, А.Данези, А.Бёйс, Л.Гуиди, Г.Сакмари, М.Маркова, А.Капралова.

### Состав
| №  | Имя, фамилия         | Год рождения | Рост | Амплуа      | Гражданство |
| -- | -------------------- | ------------ | ---- | ----------- | ----------- |
| 3  | Франческа Виллани    | 1995         | 187  | нападающая  | Италия      |
| 4  | Франческа Бозио      | 1997         | 179  | связующая   | Италия      |
| 5  | Валентина Бартолуччи | 2003         | 181  | связующая   | Италия      |
| 6  | Джулия Де Нарди      | 1994         | 171  | либеро      | Италия      |
| 8  | Элеонора Ферсино     | 2000         | 169  | либеро      | Италия      |
| 9  | Лина Альсмайер       | 2000         | 189  | нападающая  | Германия    |
| 10 | Маю Исикава          | 2000         | 175  | нападающая  | Япония      |
| 11 | Тэйлор Мимс          | 1997         | 190  | нападающая  | США         |
| 12 | Ханна Ортман         | 1998         | 188  | нападающая  | Германия    |
| 13 | Сара Бонифачо        | 1996         | 185  | центральная | Италия      |
| 14 | Майя Алексич         | 1997         | 188  | центральная | Сербия      |
| 16 | Алессия Маццаро      | 1998         | 184  | центральная | Италия      |
| 17 | Татьяна Толок        | 2003         | 192  | нападающая  | Россия      |
| 21 | Вита Акимова         | 2002         | 197  | нападающая  | Россия      |
| 24 | Федерика Скуарчини   | 2000         | 183  | центральная | Италия      |

- Главный тренер — Лоренцо Бернарди.
- Тренеры — Давиде Баральди,  Хуан Сичельо.